# Дедо II фон Веттин
Деди (Дедо) II фон Веттин (нем. Dedi (Dedo) II. von Wettin; ок. 1010 — октябрь 1075) — граф Айленбурга и гау Сиусули с 1034 года, маркграф Саксонской Восточной марки (Деди I) с 1046 года, граф в Южном Швабенгау в 1046—1068 годах, старший сын Дитриха II фон Веттина и Матильды Мейсенской.

## Биография
На генеалогических сайтах годом рождения указан «около 1010». Однако, если учесть дату первой женитьбы (не ранее 1039), второй женитьбы (1069) и даты рождения младших сыновей (после 1070), то скорее всего Дедо II фон Веттин родился между 1020 и 1023 годами. Дополнительное доказательство - его брат Тимо, граф Брены, умер не ранее 1099 года.

### Правление
После убийства в 1034 году отца Деди, графа Дитриха II, его владения были разделены тремя сыновьями. Деди II получил основную часть родовых владений — Айленбург, а также гау Сиусулли, Серимунт, Ницизи и Сузали. Двое младших братьев Деди, Тимо и Геро, получили часть Айленбургского графства, получившее название графство Брена.
Согласно «Альтайхским анналам», в 1046 году после смерти маркграфа Эккехарда II император передал Деди в лен две из трёх марок, которыми владел Эккехард. В состав переданных ему владений входили Саксонская Восточная (Лужицкая) марка, которой когда-то владел его отец, а также Тюрингская марка. Кроме того, ему были переданы территории бывших Мерзебургской и Цайцской марок, входившие до этого в состав Мейсенской марки, которая позже была передана графу Веймара Вильгельму IV, пасынку Деди. Позже Деди уступил пасынку Тюрингскую марку.
В 1062 году Деди участвовал в мятеже против архиепископа Бремена Адальберта.
В 1068 году умер граф Веймара и маркграф Мейсена Оттон, оставивший только дочерей. Новым маркграфом Мейсена император Генрих IV назначил своего родственника Экберта I Старшего, а после его смерти в 1068 году — его малолетнего сына Экберта II. Но на Мейсен предъявил права и Деди, желавший объединить в своих руках все саксонские марки. Для того, чтобы обеспечить свои права на Мейсен, Деди в 1069 году женился на вдове своего пасынка Оттона, Адели Лувенской. Согласно хронисту Ламперту Херсфельдскому, именно Адель побудила Деди восстать против императора Генриха IV. Император, узнавший о намерениях Деди, собрал армию и выступил против непокорного вассала. При этом против Деди выступил и его собственный сын от первого брака, Деди Младший. В итоге Деди II был посажен под стражу, где пробыл какое-то время, а был выпущен только после того, как согласился отдать императору часть владений в Южном Швабенгау и Гассегау. Лужицкую марку император передал Деди Младшему. Однако вскоре Деди Младший был убит (1069) при странных обстоятельствах. Ламперт пишет, что молва обвиняла в убийстве его мачеху. Деди II в итоге формально примирился с императором и получил Лужицкую марку обратно.
Однако отношения Деди с императором оставались сложными. Он был вынужден отдать в заложники своего малолетнего сына Генриха. Но при этом Деди стал управлять Мейсенской маркой от имени малолетнего Экберта II, внука его жены Адели.
Начиная с 1073 года против императора Генриха IV начала восставать саксонская знать, которую возглавлял Оттон Нордхеймский. В том числе в Саксонском восстании участвовал и Деди, однако, помня об опыте 1069 года, относился к умеренному крылу, стараясь примирить восставших с императором. И ещё до заключения мира между восставшими и императором, произошедшего в феврале 1074 года, Деди перешёл на сторону императора. В последующих мятежах саксонской знати Деди держался особняком, предпочитая не вмешиваться в них.
В 1075 году в империи оказался бежавший из Киевской Руси великий князь Изяслав Ярославич. По сообщению Ламперта, император поручил заботу о «короле Руси» маркграфу Деди, на падчерице которого, Кунигунде, был женат старший сын князя Изяслава Ярополк .
Деди умер в октябре 1075 года после долгой болезни. Его родовые владения унаследовал старший сын от второго брака Генрих, однако Саксонская восточная марка была передана князю Чехии Вратиславу II.

### Брак и дети
1-я жена: после апреля 1039 Ода (ум. до 1068), дочь Титмара (IV), маркграфа Саксонской Восточной (Лужицкой) марки, вдова Вильгельма III, графа Веймара. Дети:
- Матильда (ок. 1040—1075)
- Деди III (ум. 1069, до 26 октября), маркграф Лужицкий в 1069
- Адельгейда (ум. 1071); муж: Эрнст (ум. 9 июня 1075), маркграф Австрии

2-я жена: с 1069 Адель Лувенская (ум. 1083), дочь графа Лувена Ламберта II и Оды Лотарингской, вдова Оттона, графа Веймара и маркграфа Мейсена. Дети:
- Генрих I Старший (ок. 1070—1103), граф Айленбурга с 1075, маркграф Лужицкий с 1081, маркграф Мейсена с 1089
- Конрад, граф Брены

«Саксонский анналист» сообщает, что у Деди была ещё дочь по имени Агнесс, которая была замужем за графом Фридрихом. Из контекста становится ясно, что этим графом был пфальцграф Саксонии Фридрих I фон Госек, однако это невозможно из хронологических соображений: Адельгейда не могла родится раньше конца 1039 года, а Фридрих умер в 1042 году. Согласно «Chronicon Gozecense», Агнес, жена Фридриха, была дочерью графа Веймара Вильгельма II Великого. Хотя и не исключено, что у Деди от первого брака была дочь по имени Агнес, которая была замужем за каким-то саксонским графом по имени Фридрих.

## Комментарии
1. ↑  По мнению А.В. Назаренко, брак был заключён при посредничестве Деди в 1071 или 1072 году[4].